# Nadine Rotheudt
Nadine Rotheudt (Verviers, 16 maart 1977) is een Belgisch politica van de SP.

## Levensloop
Rotheudt werd beroepshalve lerares in het lager onderwijs.
Ze werd lid van de SP en is voor deze partij sinds 2008 gemeenteraadslid van Kelmis, waar ze sinds 2012 schepen is. 
Van 2009 tot 2013 was ze tevens lid van het Parlement van de Duitstalige Gemeenschap.